# Павел Метеоров
Павел Метеоров е български скулптор и художник.

## Биография
Той е роден на 7 февруари 1900 година в Силистра. Учи скулптура във Франция и Белгия, като през 1933 година завършва Кралската академия за изящни изкуства в Брюксел. Остава в Белгия до 1937 година, след което се завръща в България. Умира през 1977 година в София.